# Diamantina (město)
Diamantina je brazilské město ve spolkovém státě Minas Gerais. Rozkládá se v průměrné nadmořské výšce 1 280 m v hornatém terénu pohoří Serra dos Cristais. Historické centrum města, s mnoha zachovalými budovami portugalské barokní architektury, je od roku 1999 zapsáno na seznamu světového kulturního dědictví UNESCO. V roce 2015 zde žilo více než 45 tisíc osob.
Vznik osady je spojen s těžbou zlata a diamantů. Kolem roku 1722 započal nárůst zdejší populace, která se věnovala především právě těžbě. Přírodní bohatství se zde těžilo ve velkém měřítku po většinu 18. století a ještě na začátku 19. století.
Nejznámějším rodákem města je bývalý brazilský prezident Juscelino Kubitschek de Oliveira.
Partnerským městem je jihočeská Třeboň (družba byla navázána v souvislosti s výše uvedeným prezidentem, jehož předci pocházeli z jižních Čech).

## Fotogalerie

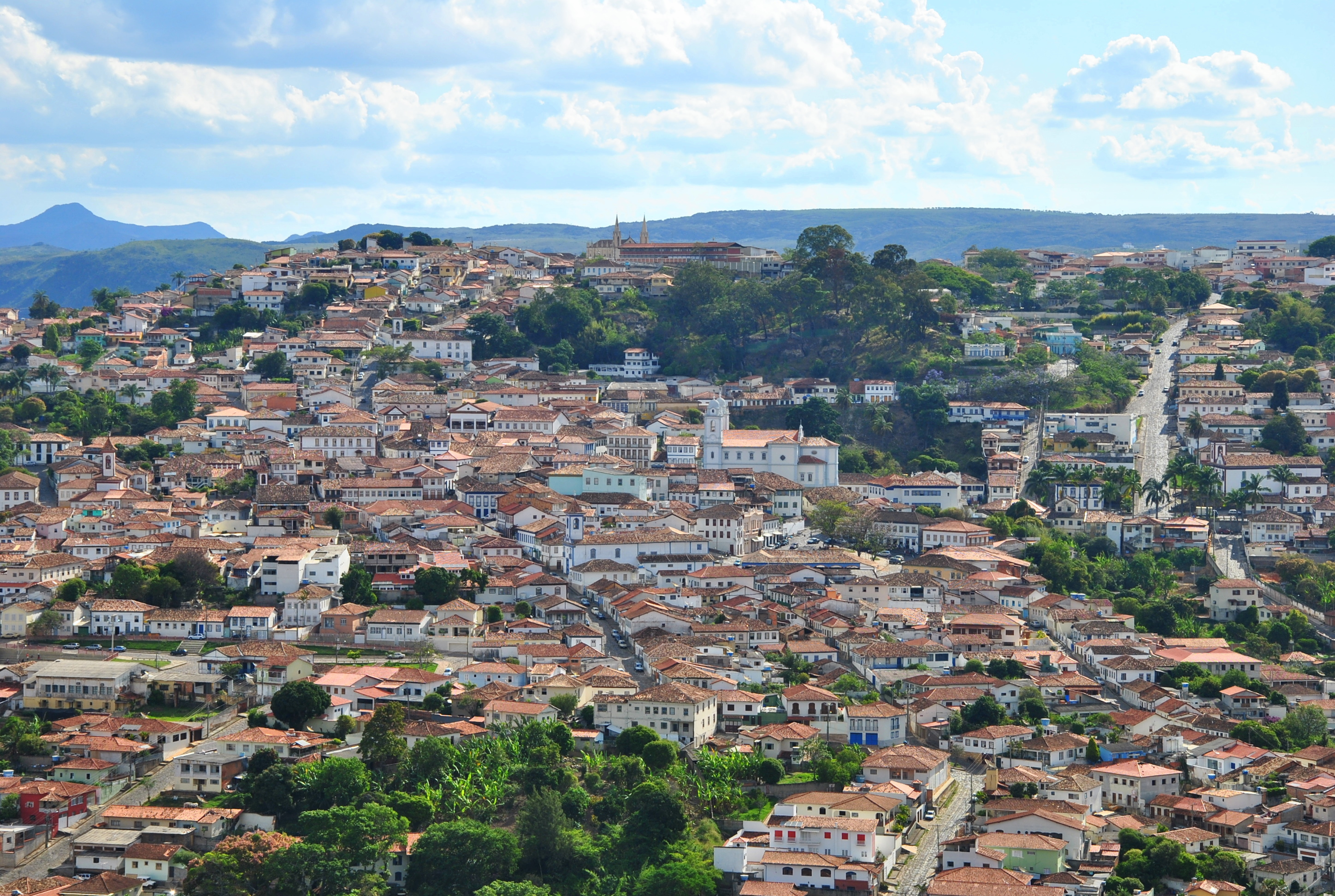
pohled na historické centrum
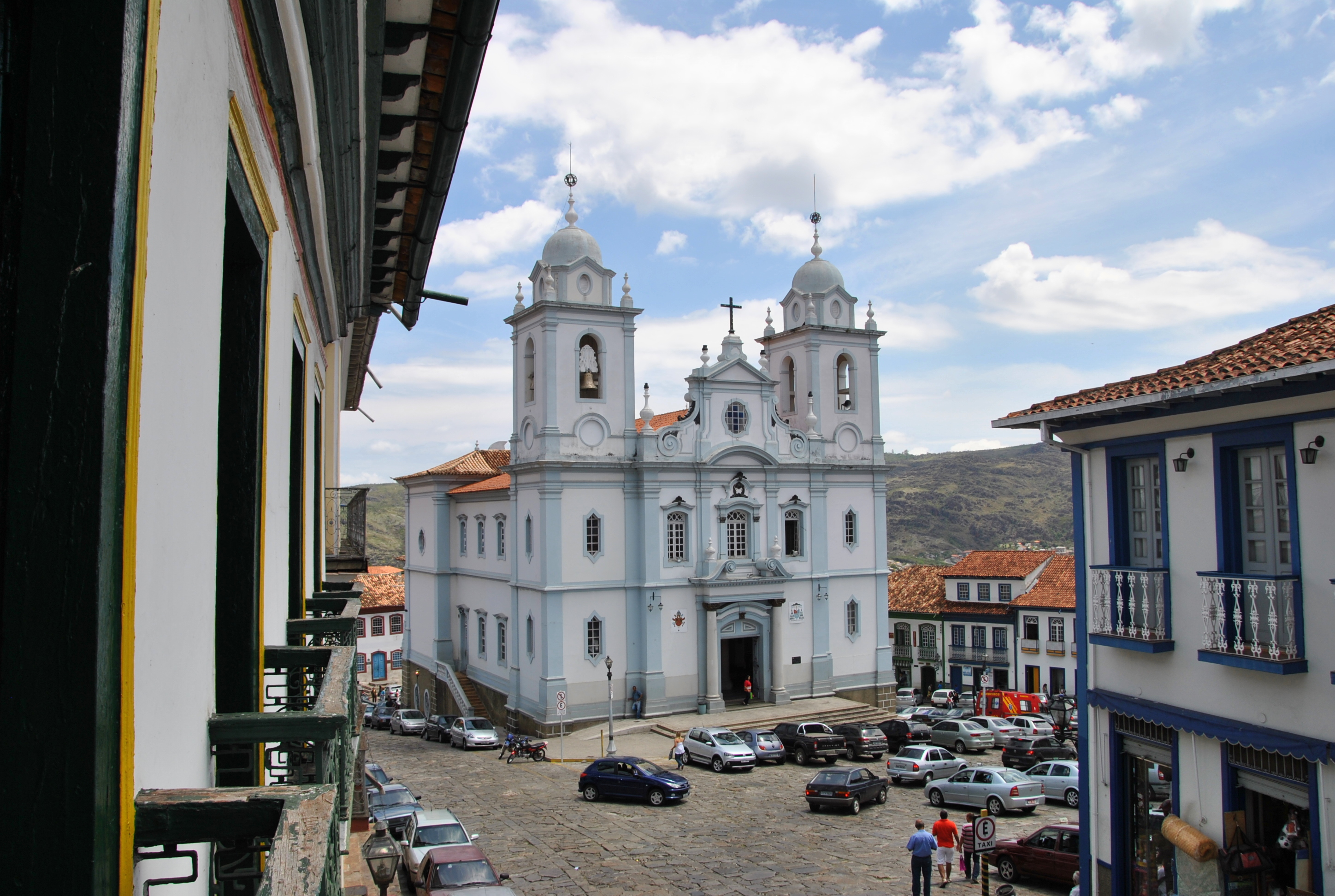
kostel Igreja Matriz
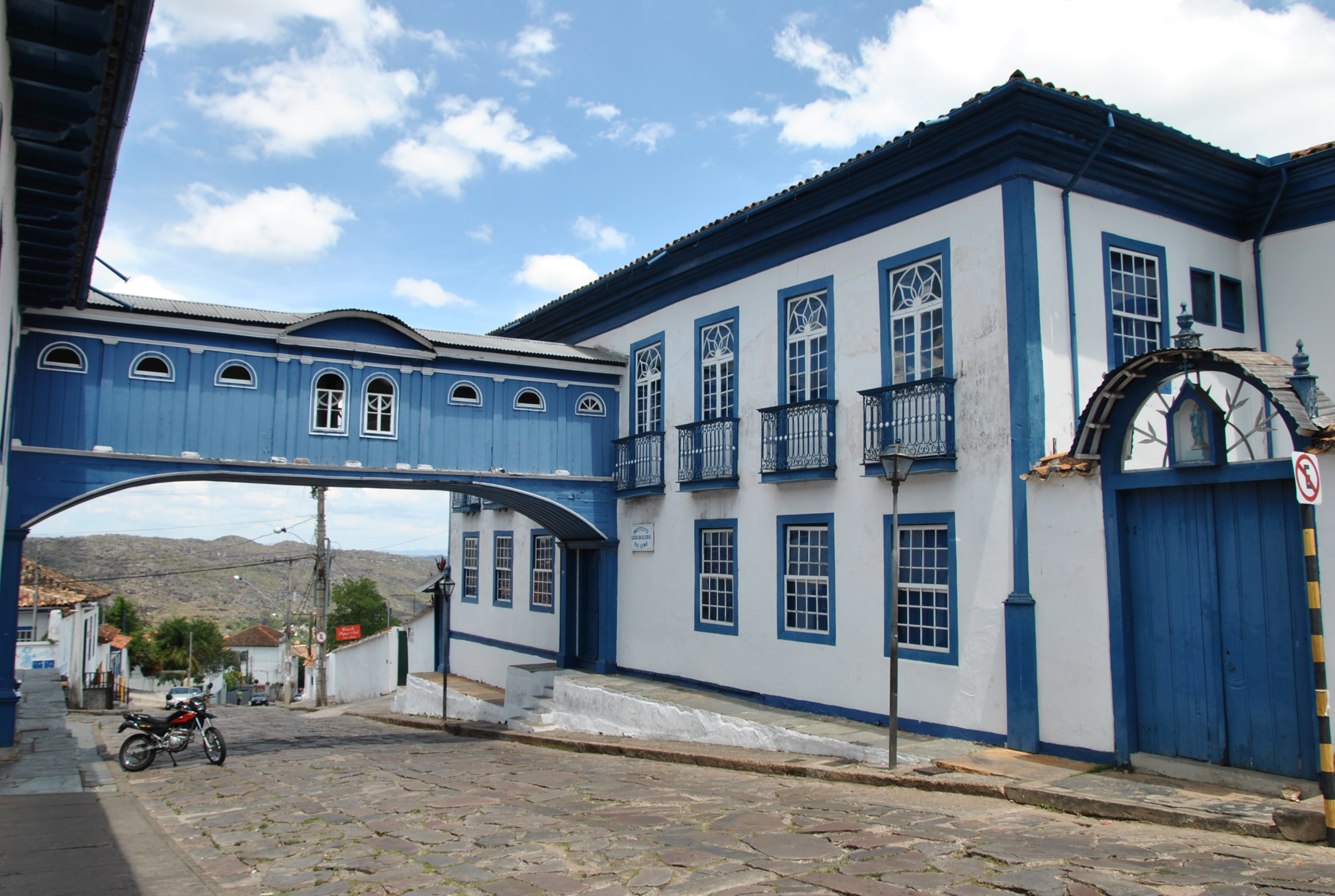
Casa de Glória
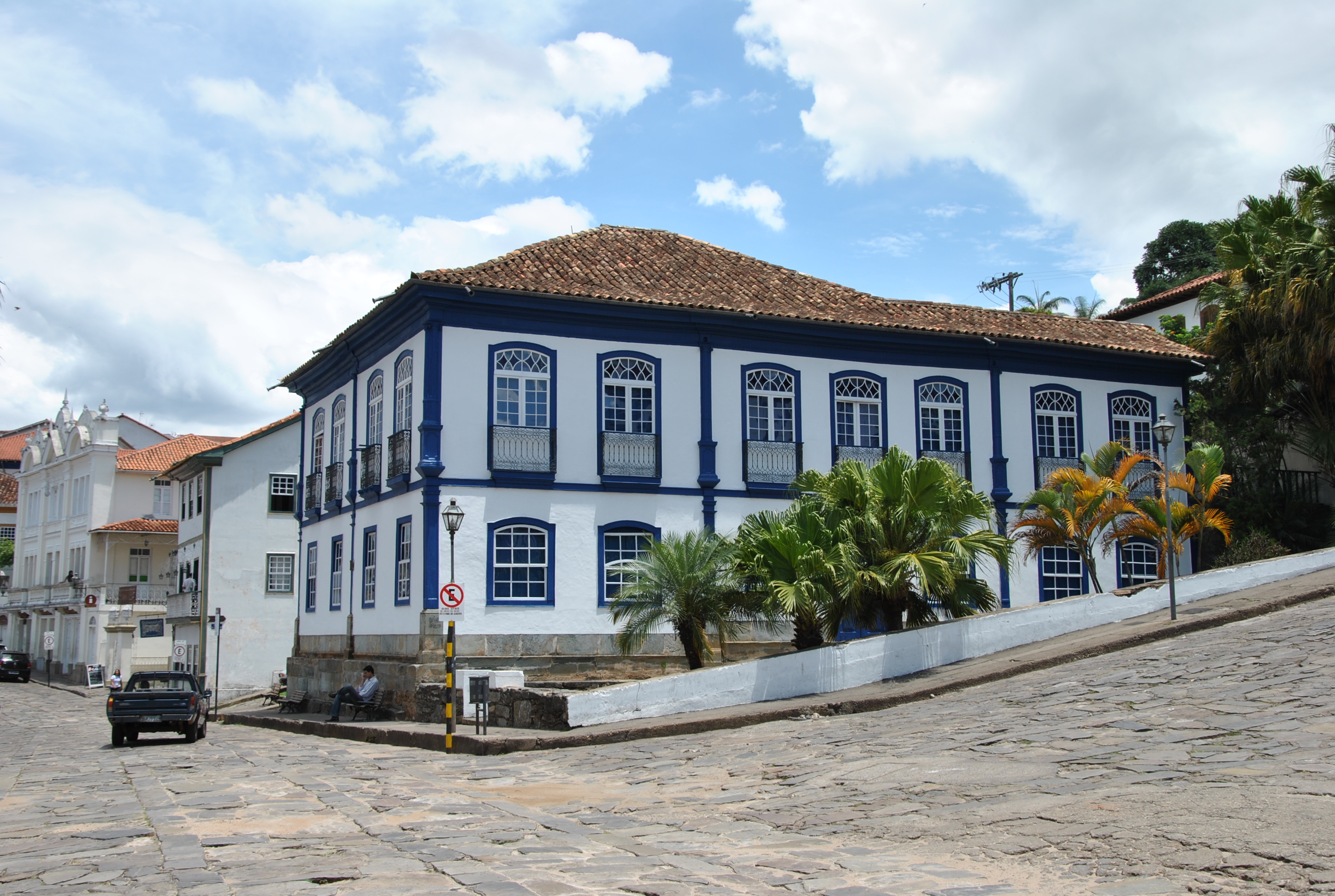
Forum de Justiça